# Veanne Cox
Veanne Cox (Norfolk (Virginia), 19 gennaio 1963) è un'attrice e ballerina statunitense.
Ha iniziato la sua carriera agli inizi degli anni ottanta ed ha preso parte in vari ruoli comici, tra cui in Beethoven 4. Ha recitato in diversi musical a Broadway, tra cui Company, La cage aux folles e Caroline, or Change.

## Doppiatrici italiane
Nelle versioni in italiano delle opere in cui ha recitato, Veanne Cox è stata doppiata da:
- Flavia Fantozzi in Law & Order: Criminal Intent
- Anna Cugini ne La fantastica signora Maisel